# Djurgårdens IF Fotboll
Djurgårdens IF Fotbollsförening, poznatiji kao Djurgårdens IF, Djurgården Fotboll (službeni naziv), Djurgården i (pogotovo kod lokalnog stanovništva)  Djurgår'n, Dif ili DIF, švedski je nogometni klub s otoka Djurgården, Stockholm. Dio je sportskog kluba Djurgårdens IF. Trenutačno se natječe u Allsvenskanu. Domaće utakmice igra na stadionu Tele2 Arena čiji kapacitet iznosi 30.000 ljudi. 

## Uspjesi
- Allsvenskan
  - Prvak (8): 1954./55., 1959., 1964., 1966., 2002., 2003., 2005., 2019.
  - Doprvak (3): 1962., 1967., 2001.

- Superettan
  - Prvak (1): 2000.

- Division 1 Norra
  - Prvak (3): 1987., 1994., 1998.
  - Doprvak (1): 1997.

- Svenska Serien
  - Doprvak (1): 1911./12.

- Svenska Cupen
  - Osvajač (5): 1989./90., 2002., 2004., 2005., 2017./18.
  - Finalist (4): 1951., 1974./75., 1988./89., 2012./13.

- Svenska Mästerskapet
  - Osvajač (4): 1912., 1915., 1917., 1918.
  - Finalist (7): 1904., 1906., 1909., 1910., 1913., 1916., 1919.

- Corinthian Bowl
  - Osvajač (1): 1910.
  - Finalist (2): 1908., 1911.

- Svenska Fotbollpokalen
  - Finalist (1): 1902.

- Wicanderska Välgörenhetsskölden
  - Osvajač (4): 1907., 1910., 1913., 1915.
  - Finalist (3): 1908., 1914., 1916.

- Nordijski kup
  - Osvajač (1): 1959. – 1962.

## Vanjske poveznice
- Službena web-stranica